# 用情太深
《用情太深》是香港歌手邰正宵于1995年5月发行的的第十張大碟，亦為其首張粤语專輯，由新藝寶唱片公司发行專輯的第一派台歌以及第一主打歌都是《用情太深》。

## 曲目
| 曲序 | 曲名                   | 曲       | 詞     | 編曲          | 備註                                                       |
| 1    | 怎樣妳才會喜歡我？     | 邰正宵   | 黃偉文 | 孫崇偉        | 原創                                                       |
| 2    | 愛不到要偷             | 邰正宵   | 潘源良 | 屠穎          | 國語原曲為於冠華的《癡情的人總是最傷悲》                   |
| 3    | 用情太深               | 邰正宵   | 邰正宵 | 孫崇偉        | 國語版本為《用情太深》                                     |
| 4    | 知己（周慧敏合唱）     | 邰正宵   | 簡寧   | 屠穎          | 國語原曲為《知己》                                         |
| 5    | OREA                   | 陳迪匡   | 志昂   | 譚國政        | 國語版本為鍾漢良的《OREA》                                 |
| 6    | 掩飾                   | 邰正宵   | 潘偉源 | 王繼康        | 國語原曲為《是雨還是眼淚》                                 |
| 7    | 初戀（黎瑞恩合唱）     | 陳迪匡   | 紫雲   | 陳迪匡        | 原創                                                       |
| 8    | 愛的傳說               | 邰正宵   | 鄭國江 |               | 國語原曲為《一千零一夜》                                   |
| 9    | 火燙的夢               | 陳志遠   | 李敏   |               | 國語原曲為張雨生、邰正宵、姚可傑、張啟娜合唱的《烈火青春》 |
| 10   | 幾番風雨               | 邰正宵   | 簡寧   |               | 國語原曲為《九百九十九朵玫瑰》                             |
| 11   | 夜夜寂寞               | 立川俊之 | 周禮茂 | 王豫民        | 國語原曲為《想妳想得好孤寂》 曾收錄在《夜夜寂寞》EP中      |
| 12   | 用情太深（真情回憶版） | 邰正宵   | 邰正宵 | Roberto Zayas | 國語原曲為《用情太深》                                     |

## 唱片版本
- CD版
- 錄音帶版